# Pseudocandona pretneri
Pseudocandona pretneri é uma espécie de crustáceo da família Candonidae.
É endémica da Eslovénia.